# 孫喆
孫 喆（そん まこと、Sun Zhe、1996年2月21日 - ）は、日本棋院東京本院所属の囲碁棋士。七段。萩原睦七段門下。神奈川県横浜市出身。主な実績に第44期新人王戦優勝、第44期名人戦リーグ入りなど。妻は囲碁棋士の星合志保。

## 経歴
2010年、院生序列1位で臨んだ日本棋院の冬季棋士採用試験で、2位に孫を含む3人が10勝5敗で並び、院生序列上位者優先の規定によりプロ入りとなる（1位は常石隆志）。
2011年3月、日中精鋭対抗戦で於之瑩初段、張涛三段らを破る。結果は4勝4敗。4月1日入段。
2012年1月1日、二段（賞金ランキングで昇段）。10月28日、非公式棋戦の中野杯U20選手権で準優勝（決勝戦で一力遼二段に敗退）。
2013年9月16日、第39期碁聖戦で本戦入り。
2014年2月7日、三段（勝ち星対象棋戦通算40勝）。
2015年12月4日、四段（勝ち星対象棋戦通算50勝）。
2017年1月1日、五段（賞金ランキングで昇段）。
2017年10月2日、第42期新人王戦で準優勝（決勝戦で芝野虎丸七段に0勝2敗で敗退）。
2018年1月1日、六段（賞金ランキングで昇段）。
2018年11月8日、第44期名人戦最終予選で余正麒七段・金澤秀男八段・藤井秀哉七段に勝利し、自身初の三大棋戦リーグ入りを果たす。これにより、翌9日付で七段昇段。同年12月から翌2019年8月にかけて行われた名人戦リーグでは、2勝6敗の8位タイでリーグ陥落。
同2019年10月7日、第44期新人王戦決勝戦で、小池芳弘四段を2勝0敗で下し優勝、自身初タイトルを手にする。
2022年7月7日、星合志保と結婚したことを発表。
2024年の棋聖戦で初のSリーグ入りを果たす。2回戦で過去に棋聖を9連覇した井山裕太を半目差で破る。しかしSリーグでは5位でAリーグ降格。
2025年の第80期本因坊戦では、準決勝で上野愛咲美六段を撃破して、挑戦者決定戦進出。しかし決勝では芝野虎丸十段に敗れ、タイトル初挑戦を逸した。

## 棋歴

### 獲得タイトル
- 新人王戦（第44期）

### 良績等
- 本因坊戦 挑戦者決定戦進出（第80期）
- 新人王戦 準優勝（第42期）
- 棋聖戦 Sリーグ入り（第49期）
- 名人戦 リーグ入り（第44期）
- 中野杯U20選手権 準優勝（第9回、非公式棋戦）

### 昇段履歴
- 2011年4月1日 入段
- 2012年1月1日 二段（賞金ランキング）
- 2014年2月7日 三段（勝ち星対象棋戦通算40勝）
- 2015年12月4日 四段（勝ち星対象棋戦通算50勝）
- 2017年1月1日 五段（賞金ランキング）
- 2018年1月1日 六段（賞金ランキング）
- 2018年11月9日 七段（第44期名人戦リーグ入り）[6]